# Brackstedt-Velstove-Warmenau

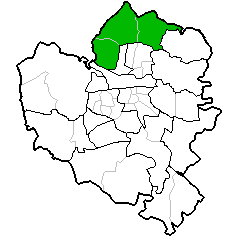
Lage im Stadtgebiet Wolfsburg

Brackstedt-Velstove-Warmenau ist eine Ortschaft der Stadt Wolfsburg. Die Ortschaft gliedert sich in die Stadtteile Brackstedt, Velstove und Warmenau.
Die Ortschaft Brackstedt-Velstove-Warmenau wurde nach einer am 1. Juli 1972 vollzogenen Kreisreform zur kommunalen Neugliederung Niedersachsens, nach Umgliederung der vorher selbständigen Gemeinden Brackstedt, Velstove und Warmenau aus dem Landkreis Helmstedt in die Stadt Wolfsburg, gebildet.

## Politik
Ortsbürgermeisterin der Ortschaft Brackstedt-Velstove-Warmenau ist Angelika Jahns (CDU).